# Walter von Fritschen
Walter von Fritschen (* 21. Juli 1894 in Glogau, Provinz Schlesien; † 26. September 1967 in Dresden) war ein deutscher Architekt und Denkmalpfleger.

## Leben und Wirken
Walter von Fritschen war um 1929 als Gewerbeoberlehrer und Architekt in Torgau tätig. Nach dem Zweiten Weltkrieg arbeitete als Architekt für die Außenstelle Dresden des Instituts für Denkmalpflege in der Deutschen Demokratischen Republik, aus der das für Sachsen zuständige Institut für Denkmalpflege in Dresden hervorging. Er verfasste mehrere  wissenschaftliche Beiträge, u. a. zur Architektur und zum Schutz historischer Ortsbilder in der DDR.
Sein Grabmal steht auf dem Friedhof von Maria am Wasser in Hosterwitz.

## Schriften (Auswahl)
- Kleiner Führer durch Torgau. Torgau [1930].
- Von deutscher Baukunst. Baustilkunde in geschichtlichem Aufriß. Leipzig 1939.
- Das deutsche Bauernhaus, ein Vorbild guter Baukultur. In: Natur und Heimat, 1. Jahrgang 1952, Heft 7, S. 14–17.
- Hohnstein in der Sächsischen Schweiz der Schutz eines Stadtbildes. In: Heimatkundliche Blätter des Bezirkes Dresden, Heft 2/3 (1955), S. 60–72.
- Bauernhäuser. Sachsenverlag, Dresden 1957.
- Die Pflege von Fachwerkbauten. In: AdA, Jahrgang 1959, S. 240–244.